# Besence
Besence ist eine ungarische Gemeinde im Kreis Sellye im Komitat Baranya.

## Geografische Lage
Besence liegt 29 Kilometer südwestlich des Komitatssitzes Pécs und gut 9 Kilometer nordöstlich der Kreisstadt Sellye. Nachbargemeinden sind Gilvánfa, Nagycsány und Csányoszró.

## Geschichte
Im Jahr 1913 gab es in der damaligen Kleingemeinde 62 Häuser und 345 Einwohner auf einer Fläche von 1560 Katastraljochen. Sie gehörte zu dieser Zeit zum Bezirk Siklós im Komitat Baranya.

## Sehenswürdigkeiten
- Reformierte Kirche, erbaut 1882.
- Auf dem Gebiet der Gemeinde befinden sich zwei als geschützte Naturdenkmäler eingestufte Bäume, die beide über 130 Jahre alt und über 32 Meter hoch sind: eine Schmalblättrige Esche mit einem Stammumfang von 6,5 Metern und eine Stieleiche mit einem Stammumfang von 3,3 Metern.[3]

## Verkehr
Besence ist nur über die Nebenstraße Nr. 58114 zu erreichen, ein Kilometer westlich verläuft die Landstraße Nr. 5805. Der nächstgelegene Bahnhof befindet sich in Sellye.